# بوراوا (سقز)
قرية بوراوا (بالكردية: بەوراوا) هي إحدى القرى التابعة لـسرا في ريف قسم مركزي من مقاطعة سقز، في محافظة كردستان الإيرانية.

## السكان
حسب إحصاءات سنة 2006، بلغ إجمالي السكان في بوراوا 167 نسمة وعدد المساكن 29 مسكن. لغة سكان بوراوا هي اللغة الكردية و هم من أهل السنة والجماعة والمذهب الشافعي.